# Estação Saint-Marcel
Saint-Marcel é uma estação da linha 5 do Metrô de Paris, localizada no 13.º arrondissement de Paris.

## Localização
A estação está localizada na boulevard de l'Hôpital ao nível da rue des Wallons. Indo para Bobigny, é a última estação de metrô antes da seção elevada da linha.

## História

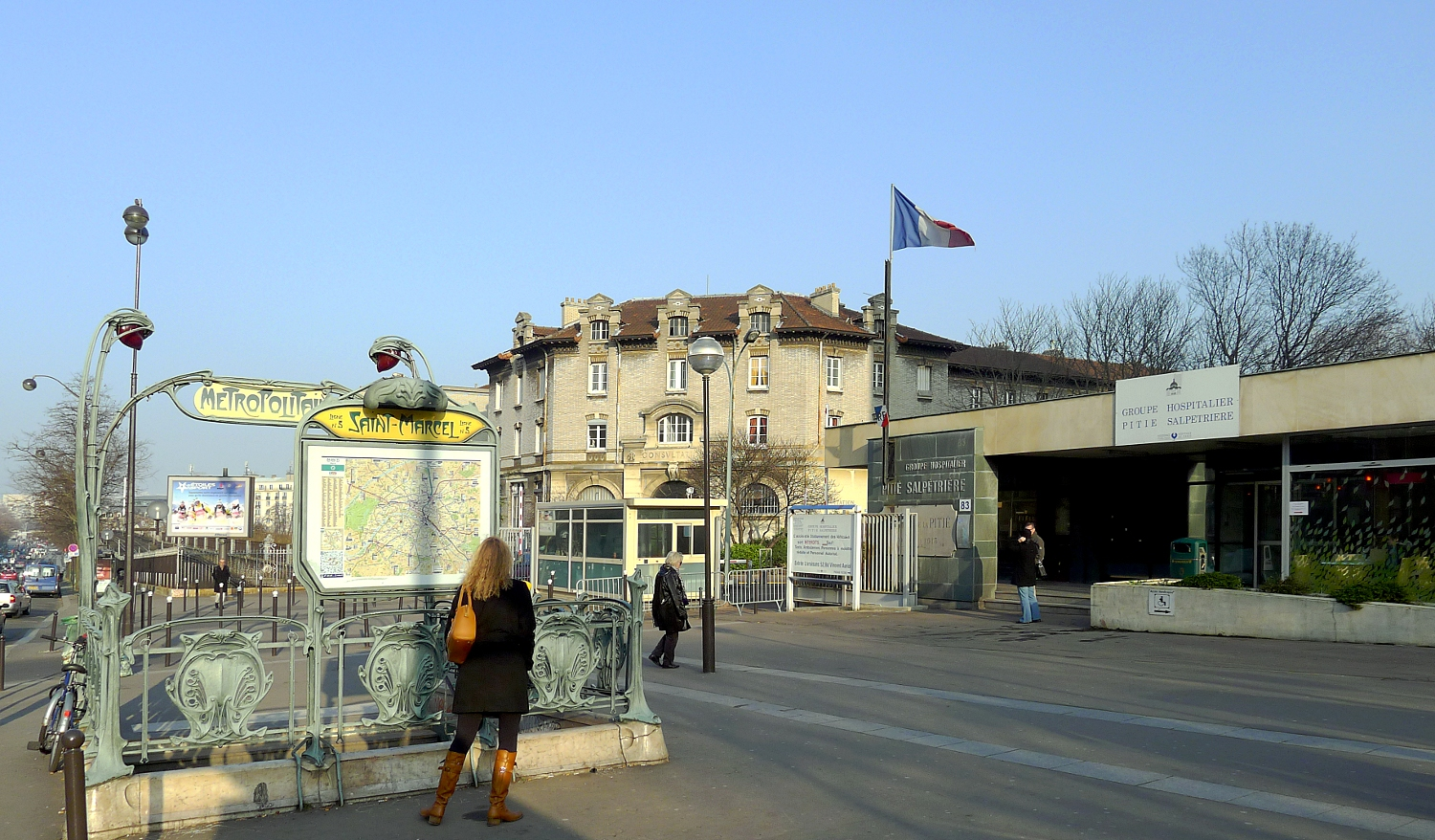
Edícula Guimard da estação, em frente à entrada do Hospital da Salpêtrière.

A estação foi aberta em 2 de junho de 1906. Ela está situada no boulevard de l'Hôpital, ao sul do cruzamento com a rue des Wallons.
Seu nome vem do boulevard Saint-Marcel, que faz homenagem ao nono bispo de Paris, que morreu em 436, famoso por seus milagres. Ele livrou Paris de um dragão monstruoso, ele mudou a água do rio Sena em vinho e converteu em massa os pagãos.
Uma das entradas da estação é visível em uma cena de os primeiros momentos do filme A Travessia de Paris de Claude Autant-Lara.
Em 2011, 2 023 002 passageiros vieram para esta estação. Ela viu entrar 1 853 989 passageiros em 2013, o que a coloca na 258ª posição das estações de metrô por sua frequência em 302.

## Serviços aos Passageiros

### Acessos
A estação tem dois acessos nos números 50 e 83 do boulevard de l'Hôpital.

### Plataformas
Saint-Marcel é uma estação de configuração padrão: ela tem duas plataformas laterais separadas pelas vias do metrô e a abóbada é elíptica. A decoração é do estilo usado pela maioria das estações de metrô: a faixa de iluminação é branca e arredondada no estilo "Gaudin" da renovação do metrô da década de 2000, e as telhas em cerâmicas brancas biseladas recobrem os pés-direitos, os tímpanos e as saídas dos corredores. A abóbada é revestida e pintada em branco. Os quadros publicitários são em cerâmicas brancas e o nome da estação é em fonte Parisine em placas esmaltadas. As plataformas são equipadas com bancos.

### Intermodalidade
A estação é servida pelas linhas 57 e 91 da rede de ônibus RATP e, à noite, pela linha N31 da rede Noctilien.

## Pontos turísticos
- Jardim das Plantas
- Grande Mesquita de Paris
- Hospital da Salpêtrière.
- Campus da Pitié-Salpêtrière